# Чертиха
Чертиха — деревня в Сямженском районе Вологодской области.
Входит в состав Устьрецкого сельского поселения, с точки зрения административно-территориального деления — в Устьрецкий сельсовет.
Расстояние по автодороге до районного центра Сямжи — 17 км, до центра муниципального образования Усть-Реки — 6 км. Ближайшие населённые пункты — Слободка, Перово, Шокша.
По переписи 2002 года население — 13 человек.